# Laguna del Maule
La Laguna del Maule è un'area vulcanica nella catena montuosa delle Ande cilene, nella provincia di Talca, le cui propaggini più orientali si estendono oltre il confine con l'Argentina. 

## Descrizione
L'area è parte della cintura vulcanica delle Ande. Molte delle bocche vulcaniche della Laguna si sono formate dopo il ritiro dei ghiacci alla fine dell'ultima era glaciale. Da tali bocche si sono generati coni vulcanici, duomi e colate laviche che circondano il lago Maule da cui nasce l'omonimo fiume e che dà il nome alla zona. Alcune di esse, invece, erano già attive prima e durante la glaciazione. Almeno tre eventi di formazione di caldere sono associati al sistema.
Circa 130 fessure eruttive sono presenti nell'area e la più antica eruzione è datata 1,5 milioni di anni fa. L'attività post glaciale ha compreso eruzioni contemporaneamente esplosive ed effusive con l'espulsione di rocce che variano dal basalto all'andesite e dalla dacite alla riolite. L'area è un'importante fonte locale di ossidiana.
Tra il 2004 e il 2007, il terreno ha cominciato a manifestare bradisismo negativo, segno dell'intrusione di uno strato sottostante. Il ritmo del sollevamento del terreno, di 20 cm l'anno, è risultato maggiore di quello misurato in altri fenomeni bradisismici, come nel caso di Uturunku in Bolivia e Yellowstone negli Stati Uniti, ed è stato accompagnato da anomale emissioni di gas dal suolo, oltre che attività sismica. Tutto ciò, unito alla grande quantità di reolite presente, che, secondo i geologi sarebbe stata prodotta negli ultimi 20.000 anni da 25-30 vulcani, fa temere di essere in una situazione simile a quella che si ebbe 765.000 anni fa con la caldera della Long Valley, dove un supervulcano formò, in seguito all'eruzione, una fossa di oltre 500 chilometri quadrati.